# Pericito
Los pericitos, células de Rouget o células murales son células contráctiles que se envuelven alrededor de las células endoteliales de los capilares y vénulas en todo el cuerpo. Los pericitos se incrustan en la lámina basal, donde se comunican con las células endoteliales de los vasos sanguíneos más pequeños del cuerpo por medio de contacto físico directo y de señalización paracrina.

Los pericitos presentes en el tejido conjuntivo pueden madurar a células endoteliales y musculares lisas. Lo cual explica su localización funcional alrededor de los pequeños vasos.

Una deficiencia de pericitos en el sistema nervioso central puede causar pérdida de la barrera hematoencefalica.

## En el cerebro

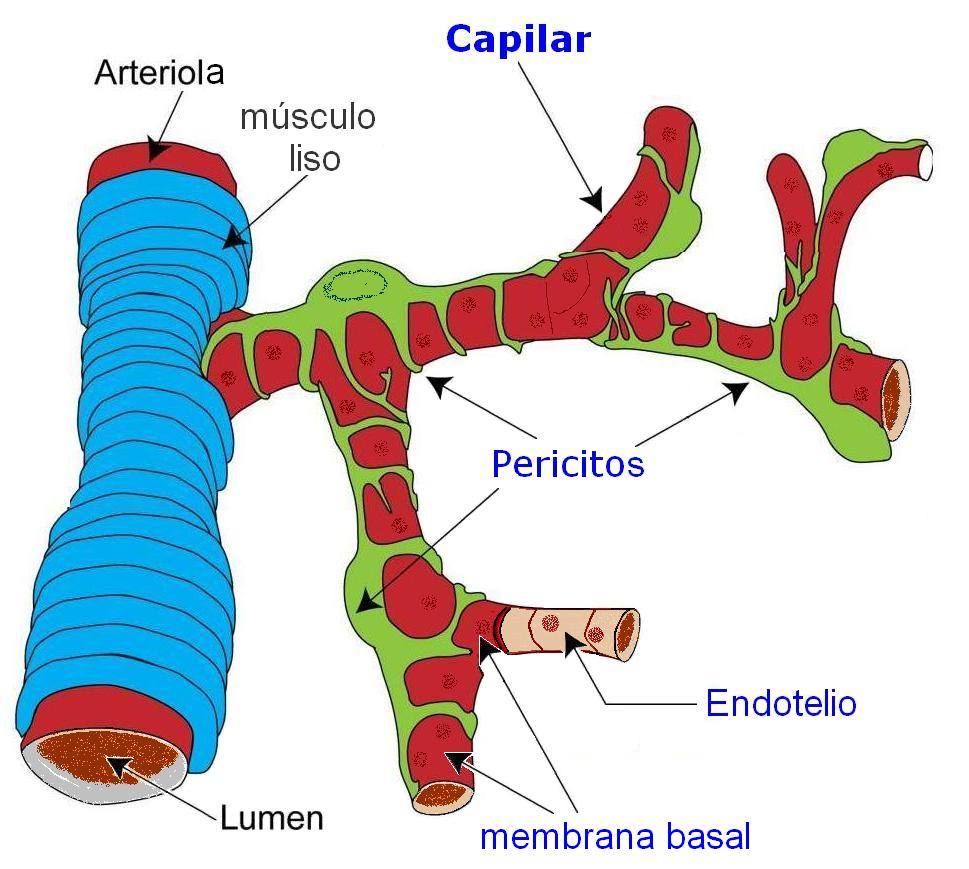
Pericitos (en verde), de la estructura peri-endotelial. Lámina basal (en rojo).

En el cerebro, los pericitos ayudan a mantener la barrera hematoencefálica, así como varias otras funciones homeostáticas del cerebro. Estas células son también un componente clave de la unidad neurovascular, que incluye células endoteliales, astrocitos y neuronas. 
Los pericitos regulan el flujo de sangre capilar, el aclaramiento y la fagocitosis de los restos celulares, y la permeabilidad de la barrera hematoencefalica. 
Los pericitos son las células contráctiles que pueden responder a la actividad neuronal y controlan el flujo sanguíneo capilar en un nivel más local que las arteriolas.
Los pericitos estabilizan y controlan la maduración de las células endoteliales por medio de la comunicación directa entre la membrana celular, así como a través de la señalización paracrina.

### En la Neurohipófisis

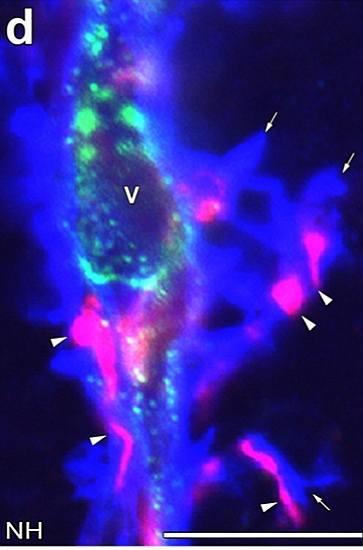
Pericitos en fucsia. Espacio perivascular en azul. V= luz vascular capilar. Neurohipófisis. Inmunohistoquímica. Microscopía confocal.

La neurohipófisis (NH) tiene un perfil de membrana basal vascular de tipo rugoso, con  amplios espacios perivasculares y estructuras de extensión especializadas llamadas  protuberancias perivasculares. Estas protuberancias están ocupadas por los procesos  celulares de los pericitos, las células murales vasculares, que contribuyen a aumentar el contacto neuro-vascular y la difusión eficiente de los neuropéptidos hipotalámicos.

Los axones de las neuronas neurosecretoras contactan directamente con la membrana basal de los capilares fenestrados dentro de la neurohipófisis.

Una deficiencia de pericitos en el sistema nervioso central puede causar perdida de la barrera hematoencefalica.